# Ångermanlands landskapsvapen
Ångermanlands landskapsvapen är: I blått fält tre bjälkvis ställda laxar av silver över varandra, den mellersta vänstervänd, samtliga med röd beväring. Vapnet kröns i likhet med alla landskapsvapen av en hertiglig krona.
Ångermanland representerades i processionen vid Gustav Vasas begravning 1560 av en lax hoppande över ett nät. Under Johan III:s tid ändrades detta till tre laxar, men det finns även en variant med tre laxar och nät. Med tre laxar fastställdes vapnet 1885 och vid fastställandet 1991 tillkom "beväringen", det vill säga de röda fenorna. Vapnet ingår tillsammans med Medelpads landskapsvapen i vapnet för Västernorrlands län, och tillsammans med Västerbottens och Lapplands landskapsvapen i vapnet för Västerbottens län.

## Bildgalleri

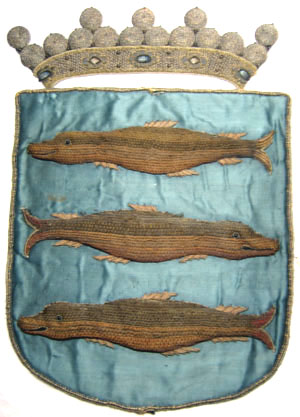
Ångermanlands vapen, broderat för hästtäcke buret vid Karl X Gustavs begravning den 4 november 1660. Finns på Livrustkammaren.